# Götterbäume
Die Götterbäume (Ailanthus) sind eine Pflanzengattung in der Familie der Bittereschengewächse (Simaroubaceae). Die Gattung Ailanthus ist mit drei bis zehn Arten in Süd- und Ostasien und im nördlichen Australien vertreten. Die bekannteste, auch in Mitteleuropa häufig gepflanzte Art ist der Götterbaum (Ailanthus altissima). Fossilfunde gibt es aus dem Tertiär der Nordhalbkugel (als Mindestalter für die Gattung wird das Frühe Eozän angegeben).

## Beschreibung

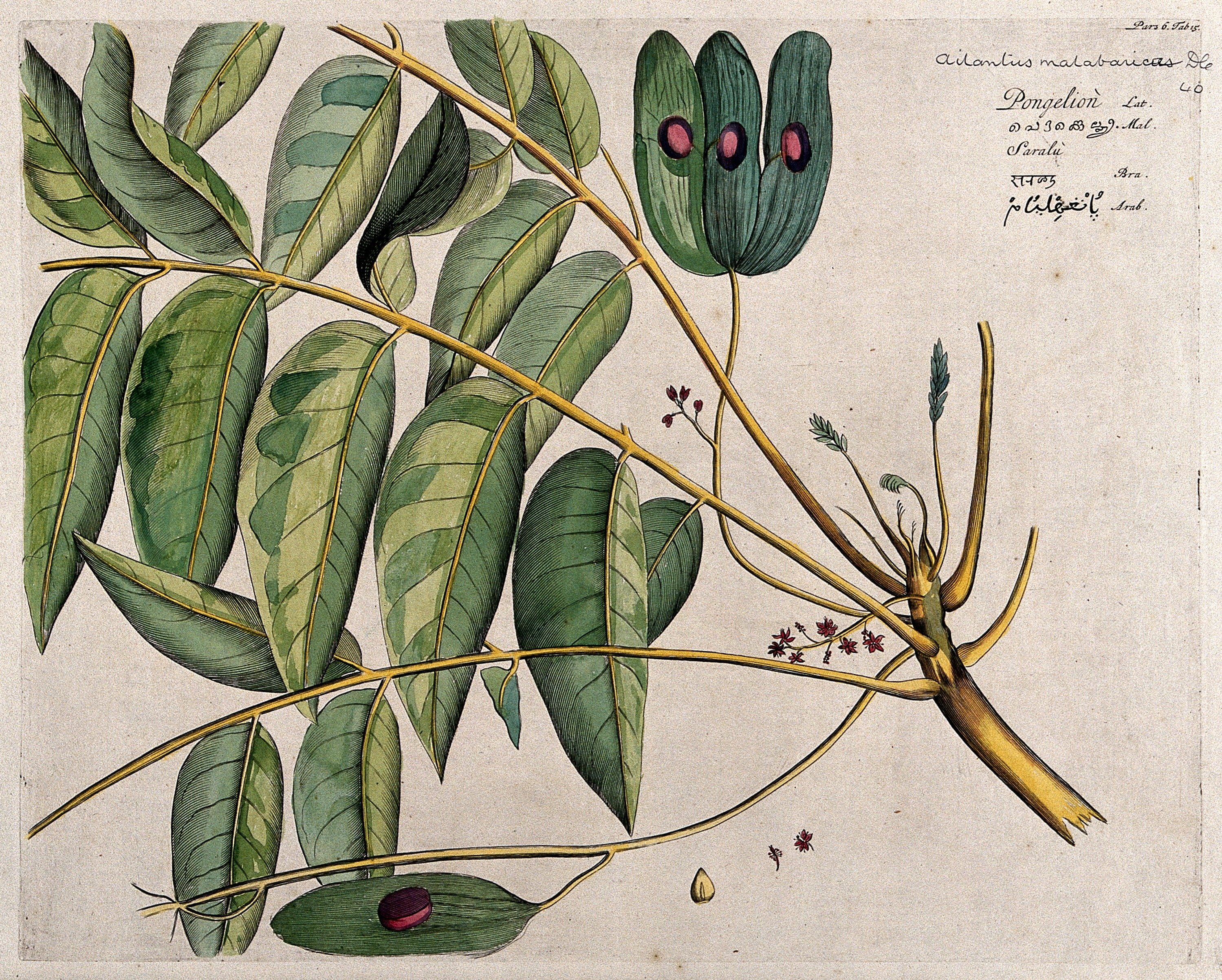
Illustration von Ailanthus triphysa

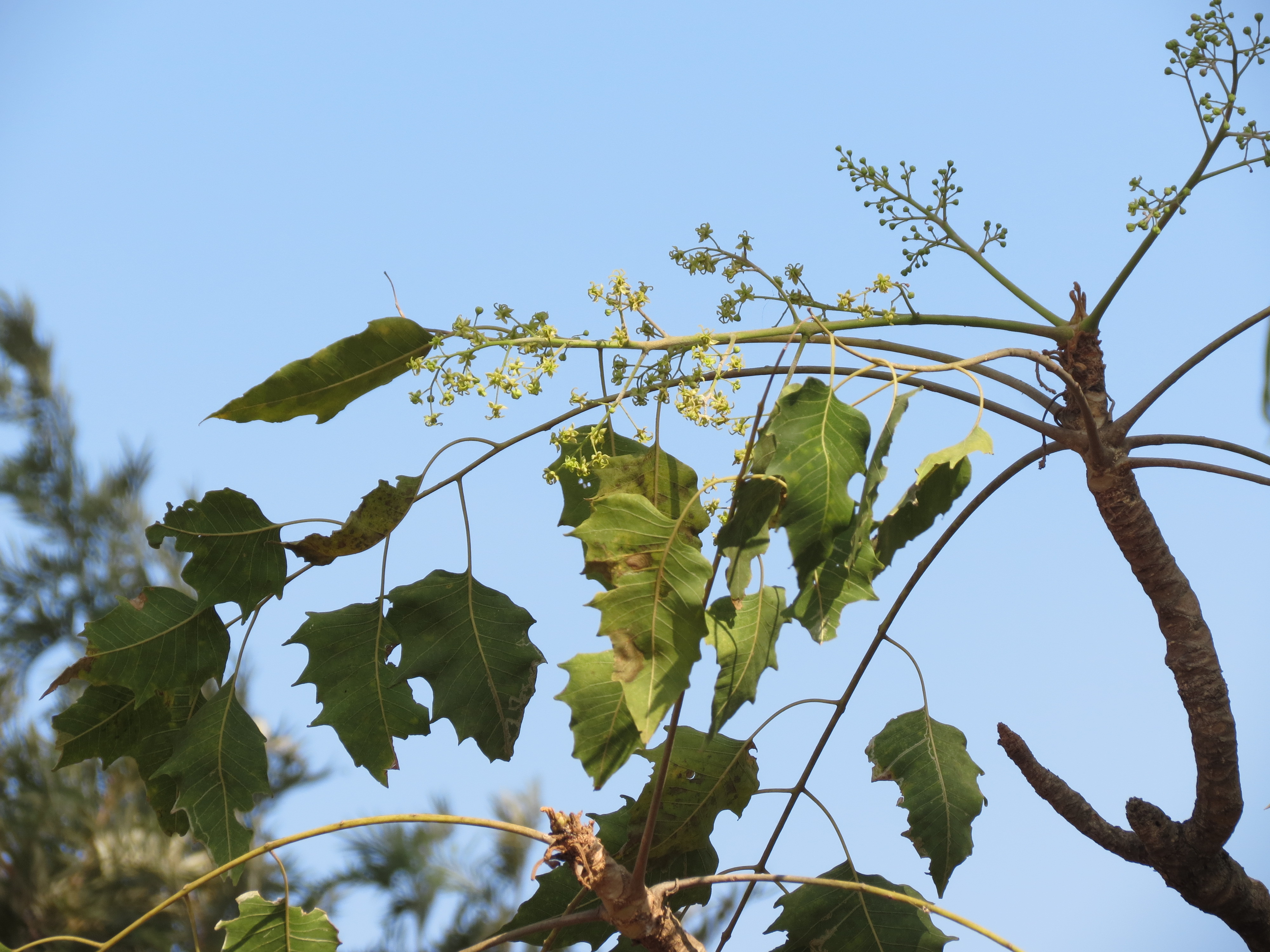
Ailanthus excelsa

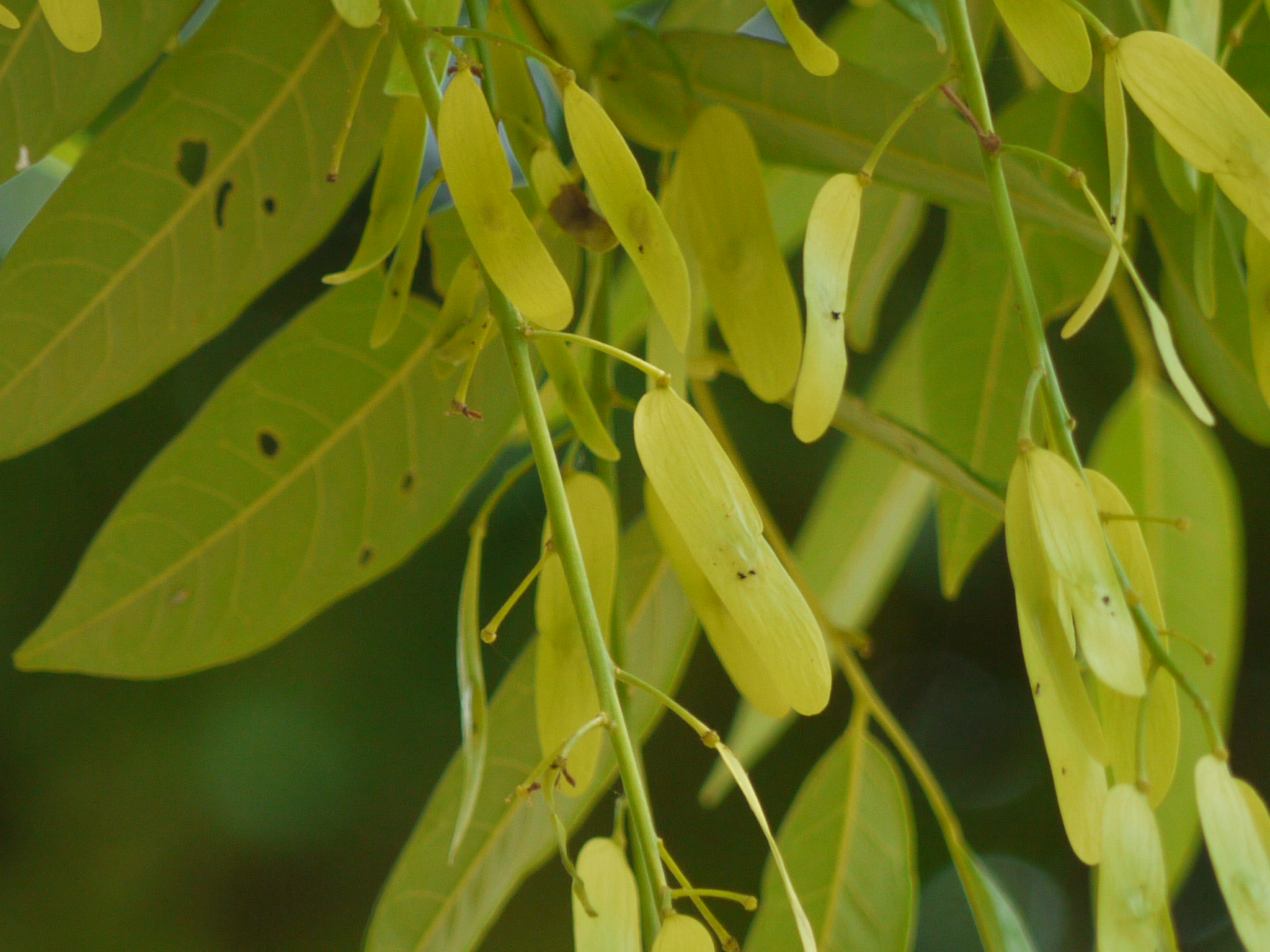
Ailanthus triphysa

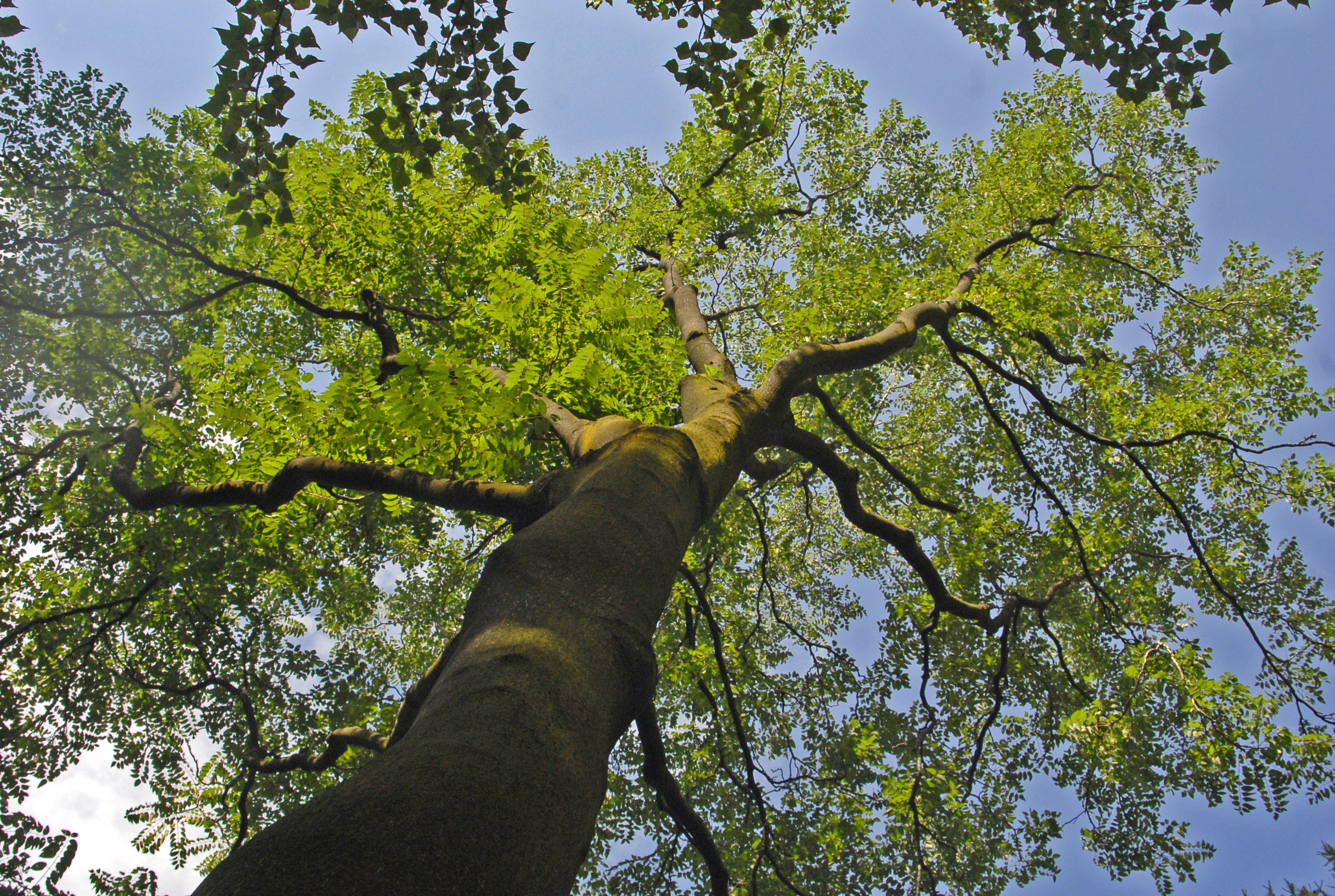
Dorniger Götterbaum (Ailanthus vilmoriniana)

### Vegetative Merkmale
Götterbaum-Arten sind große bis kleine, laubabwerfende Bäume. Sie sind sehr anspruchslos und wachsen schnell. Die wechselständigen Laubblätter sind relativ lang und gefiedert mit 13 bis 41 Fiederblättchen. Die mehr oder weniger gegenständigen Fiederblättchen weisen manchmal an ihrer Basis einige große Zähne mit der Mündung einer leicht gewölbten Drüse auf. Nebenblätter fehlen.

### Generative Merkmale
Götterbaum-Arten sind zweihäusig getrenntgeschlechtig (diözisch). Es werden seitenständige, rispige Blütenstände gebildet. Es sind gleich viele Kelch- wie Kronblätter vorhanden. Die eingeschlechtigen oder manchmal zwittrigen Blüten sind radiärsymmetrisch und meist fünf-, selten sechszählig. Männliche Blüten enthalten zehn, zwittrige nur fünf bis sechs fertile Staubblätter, aber dann die restliche Zahl als Staminodien. Es sind zwei bis fünf frei, oberständige, flache Fruchtblätter vorhanden mit jeweils fünf Kammern, die jeweils nur eine Samenanlage enthalten. Die zwei bis fünf Griffel können frei oder verwachsen sein. Die Früchtchen sind geflügelt und bilden je eine Samara.

## Systematik und Verbreitung
Die Erstveröffentlichung von Ailanthus erfolgte 1786 durch René Louiche Desfontaines in Histoire de l'académie royale des sciences. Avec les mémoires de mathématique & de physique (Paris), S. 265. Ein Synonym für Ailanthus Desf. nom. cons. ist Hebonga Radlk.
Die etwa zehn Arten von Asien bis ins nördliche Ozeanien verbreitet. Es gibt etwa sechs Arten in China, von denen fünf nur dort vorkommen.
Es gibt etwa zehn Ailanthus-Arten (Auswahl):
- Götterbaum (Ailanthus altissima (Mill.) Swingle, Syn.: Ailanthus cacodendron (Ehrh.) Schinz & Thell., Ailanthus glandulosa Desf., Ailanthus peregrina (Buc'hoz) F.A.Barkley, Rhus cacodendron Ehrh., Toxicodendron altissimum Mill.): Sie ist in China und Taiwan verbreitet und es gibt folgende Varietäten:
  - Ailanthus altissima (Mill.) Swingle var. altissima: Sie in fast allen Regionen Chinas verbreitet und kommt nur nicht in den chinesischen Provinzen Hainan, Heilongjiang, Jilin, Ningxia sowie Qinghai vor.[2] Sie ist in vielen Gebieten der Welt ein Neophyt.
  - Ailanthus altissima var. sutchuenensis (Dode) Rehder & E.H.Wilson: Sie gedeiht in Höhenlagen von 1700 bis 2500 Metern in den chinesischen Provinzen Guangxi, Hubei, Hunan, Jiangxi, Sichuan sowie Yunnan.[2]
  - Ailanthus altissima var. tanakae (Hayata) Kanehira & Sasaki: Sie gedeiht hauptsächlich in Bergwäldern nur im nördlichen Taiwan.[2]
- Ailanthus excelsa Roxb.: Sie kommt in Indien und Sri Lanka vor.[1]
- Ailanthus fordii Nooteboom: Sie gedeiht Mischwäldern auf Hügeln und Bergen in Höhenlagen von etwa 600 Metern im südlichen Guangdong sowie in Xishuangbanna im südlichen Yunnan.[2]
- Giralds Götterbaum (Ailanthus giraldii Dode):  Sie gedeiht in lichten Wäldern oder Mischwäldern in Gebirgen in den chinesischen Provinzen Gansu, Shaanxi, Sichuan sowie Yunnan.[2]
- Ailanthus guangxiensis X.L.Mo ex C.F.Liang & X.L.Mo: Dieser Endemit gedeiht in Wäldern im Tälern des tropischen Karstes in Höhenlagen von etwa 300 Metern nur in Longzhou sowie Ningming im südwestlichen Guangxi.[2]
- Ailanthus triphysa (Dennstedt) Alston (Syn.: Ailanthus malabarica DC., Ailanthus imberbiflora F.Muell.): Sie ist in Indien, Sri Lanka, Thailand, Kambodscha, Vietnam, in China, Malaysia, Indonesien, auf den Philippinen und in Australien weitverbreitet.[1][2]
- Dorniger Götterbaum (Ailanthus vilmoriniana Dode): Er gedeiht in lichten Wäldern an Hängen oder Tälern in Gebirgen in Höhenlagen von 500 bis 2800 Metern in den chinesischen Provinzen Hubei, Sichuan sowie Yunnan.[2]

## Problematik
Der Götterbaum (Ailanthus altissima) zählt zu den so genannten Gartenflüchtlingen. Er breitet sich schnell und unkontrolliert aus und verdrängt dabei heimische Gehölze. Besonders üppig verbreitete er sich in Mitteleuropa nach dem Zweiten Weltkrieg auf den Trümmergrundstücken. In Italien wird er als Plage angesehen. Er hat sich, trotz glatter Rinde, als mistelfest erwiesen.
Aufgrund seiner Robustheit ist der Götterbaum in einigen Städten in Grünstreifen zwischen Verkehrsflächen anzutreffen, jedoch sind viele Teile des Götterbaumes giftig. Insbesondere beim Entfernen und Rückschnitt sind Vorsichtsmaßnahmen zu treffen, da jeder Kontakt zu allergischen Reaktionen führen kann.